# 美国第十五集团军
美國第十五軍團（英語：Fifteenth United States Army）是美國陸軍的一個軍團，於第二次世界大戰期間在歐洲作戰，在戰爭後期的主要任務是重新整備遭受重創的部隊，並擔綱抵禦反擊的防線，戰後負責執行佔領任務並收集戰爭資訊，直到1946年解編。

## 歷史
第十五軍團於1944年8月21日在德克薩斯州山姆·休士頓堡由美國第四軍團的一組人員組成，指揮官由第四軍團指揮官約翰·P·盧卡斯少將兼任。1944年底，第十五軍團前往至歐洲，隸屬於美國第十二集團軍，由路易斯康普頓上校指揮。
1945年1月2日，雷·波特少將於接任第十五軍團指揮官。同年1月16日，倫納德·格羅中將接任第十五軍團指揮官，負責重新休整在突出部之役受到重創的第十二集團軍各單位，並協調所有戰鬥部隊從港口移動到戰場。1945年3月，第十五軍團向東移動支援作戰，1945年4月，第十五軍團越過萊茵河，協助佔領德國。
第十五軍團在戰後僅保留一小部分人員，駐紮在德國巴特瑙海姆，負責收集戰爭期間盟軍行動的歷史和數據。1945年10月14日，喬治·巴頓中將接任第十五軍團指揮官，這次調動剝奪巴頓的許多軍權，巴頓對此很不滿意，但他告訴朋友，這項職位符合他七歲以來最喜歡的事物，也就是研究戰爭。第十五軍團成立一個委員會，負責研究、分析和記錄歐洲戰場的行動，並從中吸取教訓。
1945年12月21日，霍巴特·蓋伊少將接任第十五軍團指揮官，1946年1月31日，第十五軍團解編。